# Eadwulf II de Northúmbria
Eadwulf de Bambergh, dit rei dels saxons del nord en els Annals de l'Ulster, fou un rei de la Northúmbria conquerida pels vikings, però només va governar el territori de l'antiga Bernícia i com a vassall del rei de Jòrvik. Segons la Genealogia del comte Waltehof, en la qual consta com a avantpassat seu, Eadwulf era fill d'Æthelthryth que era filla del rei Aella. La manca d'informació fa que no sigui possible datar amb exactitud el seu regnat.
La història de Northúmbria als segles ix i x està poc documentada. La bibliografia anglesa més antiga data del segle xii, cosa que no la fa del tot fiable; els annals irlandesos són contemporanis a aquesta època i fan alguna referència als esdeveniments de Northúbria però amb escassetat de contingut. La informació provinent de les monedes indica que es va continuar encunyant moneda a York i en força quantitat, llevat del moment en què Eadwulf va governar. En aquest període va sorgir un nou estil de moneda, aproximadament entre el 905 i el 927. Aquestes monedes portaven inscrit el nom de la ciutat de York i l'expressió "diners de sant Pere" però no consta el nom de cap rei, per tant no són d'ajut per determinar la data del seu regnat ni de cap altre monarca.
L'únic que es pot assegurar amb raonable certesa sobre Eadwulf és que va morir el 913 a Northúmbria, fet anotat a la Crònica d'Æthelweard i també en els Annals de l'Ulster i en els Annals de Clonmacnoise. En els annals irlandesos es refereixen a ell com a "rei dels saxons del nord", mentre que Æthelweard diu en la seva crònica que Eadwulf "va governar com a batlle (reeve) de la ciutat de Bamburgh". En la Historia de Sancto Cuthberto es diu que Eadwulf va ser el preferit (dilectus) del rei Alfred el Gran. Els historiadors generalment han confiat en el text d'Æthelweard i han classificat Eadwulf com a rei del nord de Northúmbria, probablement la part de l'antic regne de Bernícia, mentre que la resta de Northúmria (corresponent al regne de Deira) era governada per reis de procedència escandinava. Hi ha alguns historiadors que posen en dubte això, per exemple Benjamin Hudson, que creu que encara que tingués la seva seu a Bamburgh potser a més va governar tota Northúmbria. A Clare Downham li crida l'atenció el fet que la seva mort consti en diverses fonts documentals com si fos un personatge important i crei que la seva fama no pot ser deguda a un regnat de només tres anys. Una interpretació d'això seria que Eadwulf va governar Bernícia després d'Ecgberht II, aproximadament després del 870. Segons David Rollason Eadwulf va ser un comte que va estar en actiu entre el 890 i el 912, i que va governar l'àrea al nord del riu Tyne fins als territoris del sud de l'actual Escòcia. Benjamin Hudson, creu que el 913 el fill d'Eadred, Rixinc, va envair el territori d'Eadwulf i el va matar, llavors va segrestar la seva esposa i se'n va anar al santuari de sant Cuthbert, al sud del riu Tyne.
En la Crònica anglosaxona s'esmenten dos fills seus: Ealdred (mort després del 927) i Uhtred (potser el comte de Derbyshire) i tots dos van tenir càrrecs de govern dins de Northúmbria. Altres dos fills esmentats en altres fonts: Adulf (que segons McGuigan podria ser una forma del nom Æthelwulf) que deien que era rei dels saxons del nord, l'enterrament del qual consta als Annals de Clonmacnoise en la secció de l'any 934; l'altre és Oswulf, esmentat en la genealogia publicada en el De Northumbria post Britannos (aquest podria ser el darrer dels high reeve (batlles de Banburgh) que va governar entre 934–954.